# Västra Gelgo
Västra Gelgo är en sjö i Arjeplogs kommun i Lappland och ingår i Skellefteälvens huvudavrinningsområde. Sjön har en area på 0,229 kvadratkilometer och ligger 425,5 meter över havet. Sjön avvattnas av vattendraget Selakbäcken.

## Delavrinningsområde
Västra Gelgo ingår i det delavrinningsområde (732035-157457) som SMHI kallar för Mynnar i Uddjaure. Medelhöjden är 503 meter över havet och ytan är 18,85 kvadratkilometer. Räknas de 12 avrinningsområdena uppströms in blir den ackumulerade arean 94,79 kvadratkilometer. Selakbäcken som avvattnar avrinningsområdet har biflödesordning 2, vilket innebär att vattnet flödar genom totalt 2 vattendrag innan det når havet efter 287 kilometer. Avrinningsområdet består mestadels av skog (95 procent). Avrinningsområdet har 0,46 kvadratkilometer vattenytor vilket ger det en sjöprocent på 2,4 procent.